# Hausgauen
Hausgauen je občina v departmaju Haut-Rhin francoske regije Alzacija.
Leta 1990 je v občini živelo 351 oseb oz. 61 oseb/km².